# 고성소방서 (강원특별자치도)
고성소방서(高城消防署, Goseong Fire Station)는 강원특별자치도 고성군을 관할하는 강원특별자치도 소방본부 산하의 소방서이다. 소방서장은 소방정으로 보한다. 2015년 5월 22일 소방서로 승격·개서하였다.

## 연혁
- 2018. 4. 23. : 현장대응과 및 간성119안전센터 신설[4]
- 2015. 10. 27. : 119구조대 인사발령
- 2015. 05. 11. : 고성소방서 업무개시

### 역대 서장
- 2019년 6월 4일 : 소방정 유중근[5]

## 개서
고성소방서 개서 이전의 강원도 고성군 소방 업무는 속초소방서가 관할하여 왔다. 고성 지역은 1992년 이후 소방파출소를 운영하여 오다 2007년 죽토119안전센터로 승격 운영되었고, 2015년에 신청사를 완공하면서 소방서로 승격·개서하게 되었다.
2015년 5월 개서 당시 고성소방서는 2과 8담당 2안전센터 체제로 소방공무원 88명, 의용소방대원 365명, 차량 23대가 배치되었다.

## 활동
고성군 지역은 전체 면적 66,334 ha가운데 산림이 46,920 ha를 차지하는 곳으로 1996년 고성 산불, 2004년 동해안 산불과 같이 대형 산불에 취약하다. 고성소방서는 산불이 자주 발생하는 봄 가을에 소방력을 전진 배치하고 순찰 강화와 산불 예방 캠페인을 실시하고 있다.
고성소방서는 인구 밀도가 적은 지역의 특성에 맞추어 화재취약가구를 대상으로 주택용 소방시설을 설치 보급하는 사업을 벌이고 있다. 2016년에는 소화기 225대와 단독경보형감지기 450대를 설치하였다. 고성소방서는 화재 예방 진압활동을 비롯하여 각종 주민편익증진 활동도 함께 하고 있다. 2016년 여름철에는 관내 벌집 제거 출동이 급증하기도 하였다.

## 조직
고성소방서의 조직은 아래와 같이 구성되어 있다.
| - 소방행정과 - 소방행정계 - 예산장비계 | - 방호구조과 - 방호조사계 - 예방계 - 구조구급계 - 구조진압계 | - 119구조대 |

## 관할센터 및 관할구역
고성소방서는 3개의 119안전센터와 1개의 구조대를 산하에 두고 있다.
| 명칭                 | 사진 | 주소                 | 관할구역            | 지역대        |
| -------------------- | ---- | -------------------- | ------------------- | ------------- |
| 간성119안전센터      |      | 간성읍 수성로 37-11  | 간성읍, 죽왕면 일부 |               |
| 거진119안전센터      |      | 거진읍 수외길 19     | 거진읍, 현내면      | 현내119지역대 |
| 동광119안전센터      |      | 토성면 동해대로 5320 | 토성면, 죽왕면 일부 |               |
| 고성소방서 119구조대 |      | 간성읍 수성로 37-11  | 고성군              |               |

## 같이 보기
- 대한민국 소방청
- 대한민국의 소방
- 강원특별자치도 소방본부